# Rudi Cipot
Rudi (Rudolf) Cipot, slovenski matematik, fizik in politik, * 31. oktober 1949, Predanovci.
Od leta 2007 je član Državnega sveta Republike Slovenije.